# Coleção (computação)
Em ciência da computação, uma coleção é um grupo de um número variável de itens de dados (possivelmente zero) que têm algum significado compartilhado com o problema a resolver e necessidade de ser operados em conjunto, de alguma maneira controlada. Geralmente, os itens de dados serão do mesmo tipo ou, em linguagens que suportam herança, derivados de algum tipo pai comum. Uma tabela (ou arranjo) normalmente não é considerada uma coleção, pois guarda um número fixo de itens, apesar de tabelas/arranjos geralmente desempenharem um papel na implementação de coleções.
Alguns tipos diferentes de coleções são listas, conjuntos, multiconjuntos (ou bags), árvores e grafos. Um tipo enumerado pode ser uma lista ou um conjunto.